# 8773 Torquilla
8773 Torquilla este un asteroid din centura principală de asteroizi.

## Descriere
8773 Torquilla este un asteroid din centura principală de asteroizi. A fost descoperit pe 25 septembrie 1973 la Observatorul Palomar de Cornelis Johannes van Houten, Ingrid van Houten-Groeneveld și Tom Gehrels. Asteroidul prezintă o orbită caracterizată de o semiaxă mare de 3,13 ua, o excentricitate de 0,22 și o înclinație de 8,9° în raport cu ecliptica.